# 搗蛋三傻
《搗蛋三傻》（英語：Ed, Edd n Eddy），是一部由美國Cartoon Network公司創作的卡通動畫，由卡通頻道播出。

## 背景
故事圍繞著艾、艾德與艾迪三人的搞怪故事，他們住在Peach Creek小鎮的死胡同（cul-de-sac）裡，與其他夥伴們每天搞出不同的花招。

## 登場人物

### 主角
艾（Ed、Edward） 
配音：美國→麥特·希爾、臺灣→劉傑
艾是三傻中最高、力氣也最大的。皮膚為黃色，還有條亮藍色的舌頭，髮色為橘紅色，但理了平頭讓它看起來接近黑色；有條黑色的一字眉以及碧綠色的眼睛。他總是穿著紫色或藍色的長褲與黑色的鞋子，還有綠色的大外套內搭著紅白相間的條紋T恤，外套裡還可以找到一些過期的糖果與一些腐爛的食物。
平常的形象為愚笨，在奔跑時總把身體向後傾同時發出笑聲，喜歡擁抱每個人，代表了他的友善。心情會全表現在臉上或行動上，雖然看起來是個傻大個，但有的時候會突然說出一些很有道理的話。
喜歡看漫畫書，特別是描寫怪物的漫畫書，也很喜歡玩模型。不喜歡洗澡，身旁總是有幾隻蒼蠅在飛，這點讓艾德很頭痛；身上很容易長疹子。因為頭腦簡單，幾乎什麼事都能做，所以經常被艾迪利用。最喜歡的食物是肉汁，幾乎隨身帶著肉汁，曾經把泳池裡跟家中浴缸裡都裝滿肉汁，似乎還用來洗澡。
有一個愛告狀的妹妹莎拉，艾非常的懼怕她。
艾德（Edd、Eddward）
配音：美國→山姆·文森、臺灣→于正昌
艾德穿著紅色的T恤（第三季之後變為橘色，遊戲裡跟網站上的一些圖片也同樣為橘色）紫色的短褲跟紅色的長統襪，穿著一雙藍色的鞋子，還有總是帶在頭上的黑色帽子，髮色為黑色；身材中等，皮膚為黃皮膚，兩顆門牙中間有個明顯的小縫，眼睛顏色接近艾的顏色，有一條綠色的舌頭。
晚上的時候會穿連身睡衣跟兔子拖鞋睡覺。之後播映開學的集數艾德會多綁條黃色的領帶到學校去；下雪的時候穿著橘色的羽絨外套，讓他看起來像顆球。
頭腦非常的好，在學校是優等生，喜歡研究科學。個性也很和善親切，對每個人都很有禮貌，曾經被莎拉誤會喜歡她造成不小的騷動。自從在學校發生躲避球事件後就不用上體育課了，所以體育課的空閒時間都被艾德拿來在圖書館研究生物與化學。
有嚴重的潔癖，每天都一定要沖澡，曾經因為家中浴室壞掉無法沖澡而變得瘋瘋癲顛，曾經在擁抱艾之前先消毒他的肩膀。
很聽父母的話，但父母常常不在家（劇集中未曾出現），所以會透過便利貼來交代艾德一些家事，所以養成了擅長做家務事的技能，但曾被艾迪惡搞而受騙上當。
大家都稱呼他為Double D，他頭上的帽子幾乎不曾拿下來，劇中也並無向觀眾展示，但似乎摘下來會看到很可怕的東西。
容易因為小事緊張害怕，也是個乖乖牌，當艾迪做一些自私的事時會嘗試去阻止，但會被硬糖（Jawbreakers）收買，事後會懊悔不已。
小名為Marion。
艾迪（Eddy）
配音：美國→東尼·山普森、臺灣→魏伯勤
三傻中的領導者，鬼點子也最多，也是三人中最矮的一個；非常的愛錢，為了賺錢不擇手段。穿著黃色的襯衫、紫色領子、襯衫右側有一條紅色的粗線，穿著藍色垮褲還有紅色的鞋子，褲子左側掛著一條白色的裝飾性皮帶；髮色為黑色，眼睛為藍色，有條黃綠色的舌頭，皮膚接近粉紅色。
講話音量很大，用語也粗魯很多，個性相當自戀、自私，自尊心也很強，最喜歡出風頭，常常裝作一副甚麼都知道的模樣；常常把艾跟艾德兩位好朋友抓來利用，會想出很多花招來賺其他夥伴的錢，賺來的錢全部拿去買硬糖；也非常的愛面子，常常說謊。
自認比其他人都來的成熟，會自己刮並沒有生長的鬍子並把臉弄的都是傷疤。在校成績非常差，成績單上的評語是自大狂。晚上會戴著髮網睡覺，非常強調自己的睡眠品質。常常跟凱文槓上，但被揍的總是自己。
覺得自己是大情聖，但遇到娜絲的時候會緊張到全身冒汗。知道全社區的廢棄樹屋在哪裡，還知道製作超噁臭臭彈的秘方。曾經怕自己的小名被發現而聽從凱文的命令把艾德抓來親吻。
小名為騰飛（Skipper）。

### 其他角色
娜絲（Nazz van Bartonschmeer）
配音：美國→Tabitha Saint Germain（第一季）Erin Fitzgerald（第二季，4-6集）Jenn Forgie（第三季）
死胡同裡的夥伴之一，漂亮女生，是死胡同裡最受歡迎的人，當她接近時，除了吉米跟羅夫之外所有男生都會緊張的汗流不止。個性冷靜、堅定，也是全社區最成熟的人。她有著一頭金色的短髮，藍綠色的眼睛跟亮藍色的舌頭；穿著黑色的T恤跟白色的背心，以及紫色或藍色的褲子，鞋子是黑色。晚上只穿著背心跟內褲睡覺。
似乎很多情，曾經吻過艾德跟艾迪，但大部分時間都跟凱文在一起，劇場版中兩人曾表現出甜蜜的樣子。曾經當過艾迪的保母，但艾迪誤以為娜絲要到他家去約會而發生不少事。
懂時尚，是死胡同裡最會穿衣服的人。有正義感，當三傻做了不對的事時會加以斥責。她也是學校裡的啦啦隊長，會帶領著莎拉跟吉米為橄欖球隊加油。大部分時間表現的小男生一樣酷酷的，但有些時候則會有典型的“愚笨的金髮女郎（Dumb Blond）”形象。過去非常的肥胖。
凱文（Kevin）
配音：美國→Kathleen Barr
死胡同裡的夥伴之一，喜愛運動及騎腳踏車，在死胡同裡算是受歡迎的孩子，喜歡冷嘲熱諷、憤世嫉俗，常常取笑人“白痴（Dork）”或是“輸家（Loser）”。因為爸爸在硬糖工廠工作的關係，所以常常拿著硬糖分發給三傻以外所有的人。髮色為橘紅色，但在"Every Which Way But Ed"中是黑色的；喜歡把紅色的鴨舌帽反戴，穿著綠色的長袖上衣跟黑色的短褲，鞋子是黑色，襪子是白色；擁有綠色的雙眼跟紅色的舌頭。
時常會騎著腳踏車登場，自認最上道，因為他會定期收看《六十分鐘》（60 Minute）節目。喜歡娜絲，會為她做很多事；但劇場版裡多數時間都比較在意自己的車。常常跟娜絲或羅夫相處，喜歡取笑三傻，特別是艾迪，擅長運動，在學校加入了橄欖球隊。
莎拉（Sarah）
配音：美國→Janyse Jaud
死胡同裡的夥伴之一，艾的妹妹。個性凶悍，常常大吼著罵人，走到哪裡都在發脾氣，抱持著"不聽我的話就給你好看"的態度；愛告狀，常常指揮吉米跟哥哥艾。有一頭橘紅色的半長髮，耳朵上有白色的耳環，穿著粉紅色的露肚背心、藍色的短褲跟深粉紅色的鞋子，嘴巴很大；擁有粉紅色的雙眼跟深粉色的舌頭。
個性相當任性，只要有人不順她的意，就會開始嘶吼。最好的朋友是吉米，兩人常常玩辦家家酒，但莎拉總是在遊戲中指揮吉米。對艾德有好感，會對艾德示好，曾經無時無刻的跟著他，讓艾德非常恐懼。
有寫日記的習慣，曾經在日記中提及她喜歡艾德。在《Little Ed Blue》一集中，莎拉對於艾變得比她還凶感到驚訝。把吉米看的很重要，不論他受到什麼樣的傷害莎拉都會發飆；但有時候會有把吉米拋一邊的行為。
吉米（Jimmy）
配音：美國→Keenan Christenson
死胡同裡的夥伴之一，是所有人中年齡最小的，身體弱不禁風，有很多毛病。個性軟弱膽小、愛哭，不敢違抗他人的命令，所以經常被艾迪利用。穿著天藍色的毛衣跟白色的長褲，鞋子是咖啡色（但在第５季中有時是白色），髮色為白色，皮膚蒼白，擁有紅色的雙眼及深粉色的舌頭，臉上戴著一個環狀的牙齒矯正器。
最好的朋友是莎拉，把她看的非常重要，曾經在莎拉對艾德示好時非常忌妒。喜歡女孩子的玩意，像是布偶跟辦家家酒，興趣是繪畫跟美髮之類的藝術行為，另外也喜歡跳舞。腦子裡充滿了天真的思想，在《If It Smells Like an Ed》展示了他心中的黑暗面。另外生氣的時候也非常可怕。
強尼小子（Jonny "2x4" Ludgate）
配音：美國→David Paul Grove、台→于正升
死胡同裡的夥伴之一，個性友善，但同時有些煩人。穿著寬鬆的短袖T恤跟藍色的牛仔褲以及一雙拖鞋，在"Every Which Way But Ed"中顯示出他的頭髮是咖啡色，髮型為光頭上豎立著幾根頭髮，皮膚是咖啡色，舌頭為綠色（在遊戲跟官網上的圖片是粉色）。
對每個人都很親切，最好的夥伴是他無時無刻抱在手上的一片畫有臉的木板，強尼小子認為木板有生命，做任何事之前都要先徵得木板的同意，也會跟它說話，在“Shoo Ed”中表現非常煩人，讓每個人都很頭痛。
好奇心很重，所以每天都很早起去探索新事物。另一個秘密英雄身分是西瓜頭隊長（Captain Melonhead）。
羅夫（Rolf）
配音：美國→Peter Kelamis、臺灣→陳美貞
死胡同裡的夥伴之一，性格友善好客，農村來的小孩，在家中庭院養著家畜，還有自己的一塊田。有著一字眉，皮膚黝黑，頭髮為藍色，穿著黃紅相間的上衣、藍色的牛仔褲及又大又扁的紅鞋，擁有暗綠色的雙眼及紫色的舌頭。
外地人，從未知的城市來到Peach Creek，同時帶來了眾多奇奇怪怪的習俗，還會吃些詭異的東西；有些習俗更是讓大家望之卻步。對自己的民族血統感到很驕傲，常常提到他的家人；手上隨時抱著一隻羊或豬，力氣很大。跟凱文處的不錯。
曾經邀請大家到自己家裡參加農村派對，但因為食物太難吃被艾迪嫌棄而感到難過不已。會用一些奇怪的外號來稱呼別人。
木板（Plank）
強尼小子最好的朋友，實際上只是一塊畫上了臉的木板，在劇中並無生命表現，但強尼小子相信它是有生命的夥伴，一切只是強尼小子的想像罷了。有時候會隨著劇情改變造型，在《Gimme Gimme Never Ed.》一集中，艾迪表示他討厭木板。強尼小子表示木板看的到東西。
艾迪的哥哥（Eddy's Brother）配音：美國→Terry Klassen
出現在劇場版，唯一的成人角色，是艾迪最尊敬的人，自從離開家後就一直沒有回去。在劇集中可以知道他的房間裡有許多奇怪的東西，比如從艾迪那裏偷來的寵物蛇、一具佈滿灰塵的駱駝標本、覆蓋著磚塊的窗戶、摺疊起來塞到冰箱裡的一張床、還有一個看上去是杯子的未知物體；房門用了大鎖鎖住，還釘了幾塊木板。
他目前一個人住在一座叫做“Mondo A-Go Go”的廢棄樂園中的車屋裡。艾迪的哥哥穿了一件紅色的外套，戴了一頂咖啡色的貝雷帽；髮色為黑色，很多特徵都跟弟弟艾迪一樣，不過看上去比艾迪還要壯。個性基本上是個小混混，調侃艾德為艾迪的女朋友，並且對艾迪有欺侮行為，到最後都表現的還是個混球。

### 肯可姊妹花
在《Nagged to Ed》中初次登場，搬到死胡同中的森林裡的車屋區，是Peach Creek的惡霸，常常欺負死胡同裡的小孩，三姊妹對於三傻有股異常的執著，她們的夢想是嫁給三傻，並且叫他們作家事，是讓三傻恐懼的存在；她們也非常愛漂亮愛打扮。
愛情方面非常主動，但在《A Twist of Ed》中害怕面對三傻的過度示愛。
麗肯可（Lee Kanker）
配音：美國→Janyse Jaud、臺灣→贺世芳
大姊，三人中的領導，會叫妹妹們作牛作馬。有著一頭橘紅色的大卷髮並遮住了雙眼，滿臉雀斑，上衣為有著大紅點的白色背心，配戴金色的耳環，天藍色的牛仔褲上繫著粉紅色的皮帶、穿著深藍色的鞋子。牙齒保健很差，滿口的黃牙中鑲著一顆藍色的假牙。
喜歡艾迪，對他窮追不捨，一有機會就會抓著他親上幾口，要是艾迪不從就會對著他大吼。
梅麗肯可（Marie Kanker）
配音：美國→Kathleen Barr、臺灣→許淑嬪
二姊，聽從於大姊麗肯可的話，會指使小妹梅肯可。髮型是遮蓋著右眼的藍色短髮，上衣是黑色的背心，穿著淺軍綠的窄褲，繫著粉紅色的皮帶；鞋子為黑色，左手上配戴著黑色的護腕。同樣滿口黃牙。上了藍色的眼影，塗著紅色的指甲油。
風格是典型的搖滾者（Rocker），喜歡艾德，認為艾德害怕的時候很可愛。嫉妒心很重也很易怒，看到有人跟艾德有親密行為會非常生氣。
梅肯可（May Kanker）
配音：美國→Erin Fitzgerald(1、2、4、5、6季)Jenn Forgie (第3季)、臺灣→陳美貞
小妹，經常被兩位姊姊指使，甚至被姊姊們欺負。擁有金黃色的長髮，上衣為灰色的T恤、紅色的短褲上繫著粉紅色的皮帶，鬆垮的黃色長襪與紅色的鞋子，滿臉雀斑，門牙很大。
不是很聰明，但有時候會說出很有道理的話，喜歡艾，遇到他時會巴著不放，使得艾嚇跑，在情人節特別篇中因為艾不接受自己的情人卡而躲著傷心大哭。

## 電視集數

### 第一季(1999)
1."The Ed-Touchables / Nagged to Ed"
2."Pop Goes the Ed / Over Your Ed"
3."Sir Ed-a-Lot / A Pinch to Grow an Ed"
4."Dawn of the Eds / Virt-Ed-Go"
5."Read All About Ed / Quick Shot Ed"
6."An Ed Too Many / Ed-n-Seek"
7."Look into My Eds / Tag Yer Ed"
8."Fool on the Ed / A Boy and His Ed"
9."It's Way Ed / Laugh Ed Laugh"
10."A Glass of Warm Ed / Flea-Bitten Ed"
11."Who, What, Where, Ed! / Keeping Up with the Eds"
12."Eds-Aggerate / Oath to an Ed"
13."Button Yer Ed / Avast Ye Eds"

### 第二季(1999-00)
1."Know It All Ed / Dear Ed"
2."Knock Knock, Who's Ed? / One + One = Ed"
3."Eeny, Meeny, Miney, Ed / Ready, Set... Ed!"
4."Hands Across Ed / Floss Your Ed"
5."In Like Ed / Who Let the Ed in?"
6."Home Cooked Eds / Rambling Ed"
7."To Sir with Ed / Key to My Ed"
8."Urban Ed / Stop, Look and Ed"
9."Honor Thy Ed / Scrambled Ed"
10."Rent-a-Ed / Shoo Ed"
11."Ed in a Half Shell / Mirror, Mirror, on the Ed"
12."Hot Buttered Ed / High Heeled Ed"
13."Fa-La-La-La-Ed / Cry Ed"

### 第三季(2001-02)
1."Wish You Were Ed / Momma's Little Ed"
2."Once Upon an Ed / For Your Ed Only"
3."It Came from Outer Ed / 3 Squares and an Ed"
4."Dueling Eds / Dim Lit Ed"
5."Will Work for Ed / Ed, Ed and Away"
6."X Marks the Ed / From Here to Ed"
7."Boys Will Be Eds / Ed or Tails"
8."Gimme, Gimme Never Ed / My Fair Ed"
9."Rock-a-Bye-Ed / O-Ed-Eleven"
10."The Luck of the Ed / Ed... Pass It On..."
11."Brother, Can You Spare an Ed? / The Day the Ed Stood Still"
12."If It Smells Like an Ed"
13."Don't Rain on My Ed / Once Bitten, Twice Ed"

### 第四季(2002-04)
1."An Ed in the Bush / See No Ed"
2."Is There an Ed in the House? / An Ed is Born"
3."One Size Fits Ed / Pain in the Ed"
4."Ed Overboard / One of Those Eds"
5."They Call Him Mr. Ed / For the Ed, by the Ed"
6."Little Ed Blue / A Twist of Ed"
7."Your Ed Here / The Good Ol' Ed"
8."Thick as an Ed / Sorry, Wrong Ed"
9."Robbin' Ed / A Case of Ed"
10."Run for Your Ed / Hand Me Down Ed"
11."Stiff Upper Ed / Here's Mud in Your Ed"
12."Stuck in Ed / Postcards from the Ed"
13"Take This Ed and Shove It"

### 第五季(2005-07)
1."Mission Ed-Possible / Every Which Way but Ed"
2."Boom Boom Out Goes the Ed / Cleanliness is Next to Edness"
3."Out with the Old... in with the Ed"
4."I Am Curious Ed / No Speak Da Ed"
5."Cool Hand Ed / Too Smart for His Own Ed"
6."Who's Minding the Ed? / Pick an Ed"
7."Truth or Ed / This Won't Hurt an Ed"
8."Tinker Ed / The Good, the Bad and the Ed"
9."Tight End Ed / 'Tween a Rock and an Ed Place"
10."All Eds are Off / Smile for the Ed"
11."Run Ed Run / A Town Called Ed"
12."A Fistful of Ed"

### 第六季(2008)
1."May I Have This Ed? / Look Before You Ed"

### 特殊集數
"Ed, Edd n Eddy's Jingle Jingle Jangle"
"Ed, Edd n Eddy's Hanky Panky Hullabaloo"
"Ed, Edd n Eddy's Boo Haw Haw"
"The Eds are Coming, the Eds are Coming"

### 電影版(2009年8月)
"Ed, Edd n Eddy's Big Picture Show"